# Wuzhong
Wuzhong (en chino, 吴忠市; pinyin, Wúzhōng shì) es una ciudad-prefectura, la más grande de la región autónoma de Ningxia ubicada al centro-norte de la República Popular China. Situada aproximadamente a 150 kilómetros de la capital de la región autónoma. Limita al norte con Yinchuan, al sur con Guyuan, al oeste con Zhongwei y al este con las provincias de Shaanxi y Gansu. Su área es de 16 757 km² y su población total para 2020 superó los 1,38 millones de habitantes.

## Administración
La ciudad-prefectura de Wuzhong está conformada por 5 localidades que se administran en 2 distritos urbanos, 1 ciudad suburbana y 2 condados:
- Distrito Litong 利通区
- Distrito Hongsibu 红寺堡区
- Ciudad Qingtongxia 青铜峡市
- Condado Yanchi 盐池县
- Condado Tongxin 同心县